# 佐藤晴美 (漫画家)
佐藤 晴美（さとう はるみ、1954年 10月21日 - ）は、日本の漫画家。兵庫県西宮市出身。

## 来歴
短大（嵯峨美術短期大学）では陶芸を専攻。1978年、「マンガ少年」1978年2月号掲載「冷たい雨」でデビュー。以後、動物漫画を中心に活躍。デザインも手掛ける。

## 主要単行本
- 翼の記憶（朝日ソノラマ、1981年）
- メシア・聖戦（東京三世社、1983年）
- 50億のマーサ（笠原出版、1985年）
- 飛べ跳べアニマ（講談社、1986年）
- ワーウルフ（ラポート、1988年）
- トワイライト・トーン（大陸書房、1988年）
- リョク（大都社、1991年、上下巻）
- 神化＝リョク＝（大都社、1992年）
- 動物たちの仁義なき戦い（講談社、1994年）